# Lijst (bouwkundig)
Een lijst is een uitspringende strook of rand, meestal voorzien van een profilering. Wanneer er geen profilering aanwezig is spreken we van een band. Anders gezegd: een band is een lijst zonder een profilering.
Aan een gebouw zijn diverse lijsten en banden te ontdekken, deze lijsten of banden zijn er als regel voor verfraaiing, als overgang tussen twee verschillende materialen of als beëindiging of bekroning van een element of tussen twee verschillende vlakken, zoals een gevel en een dakvlak.
In het kort beschreven passeren alfabetisch diverse lijsten de revue.

## Lijsten
Cordonlijst of cordonhet Franse woord voor koord of band, een uitspringende lijst aan een gevel. Een dergelijke lijst wordt wel gebruikt om de verdiepingen te markeren, soms worden ze ook gebruikt om de (venster)dorpels te verlengen. Door de schaduwwerking van de lijst wordt de horizontale geleding van een gevel benadrukt. In de romaanse bouwperiode werden deze lijsten als getande banden uitgevoerd.
Daklijsteen lijst boven aan een muur en aan de dakvoet van een dak, meestal van  hout of steen gemaakt.
Kroonlijstde bovenste geprofileerde rand van een hoofdgestel zoals ze oorspronkelijk voorkomt in de Griekse en Romeinse bouwkunst.
Waterlijsteen uitspringende rand met een hellend bovenvlak (afzaat), waarlangs het hemelwater wordt afgevoerd. De lijst is aan de onderkant voorzien van een waterhol om te voorkomen dat het aflopende water op de gevel terechtkomt.
Een waterlijst bestaat meestal uit horizontale bakstenen of natuurstenen blokken die met een overstek op of in een muur van een gebouw of bouwwerk zijn aangebracht.
Een waterlijst kan ook van metaal zoals aluminium of gemoffeld staal zijn gemaakt. Vooral als de muur van het bouwwerk op een bepaalde hoogte iets inspringt is het aanbrengen van een waterlijst van belang.
Windveer(vaak) een houten lijst, aangebracht langs een schuin dakvlak, die ervoor zorgt dat wind en regen niet onder de dakbedekking kunnen komen, ongeacht of deze uit riet of uit dakpannen bestaat. Een windveer hoeft niet te worden aangebracht als de gevel boven het dak uitsteekt.